# Santo Domingo, Kuba
Municipio de Santo Domingo är en kommun i Kuba. Den ligger i provinsen Provincia de Villa Clara, i den centrala delen av landet, 230 km öster om huvudstaden Havanna. Antalet invånare är 53 840. Arean är 883 kvadratkilometer. Municipio de Santo Domingo gränsar till Lajas.
Terrängen i Municipio de Santo Domingo är platt.